# Putinizm

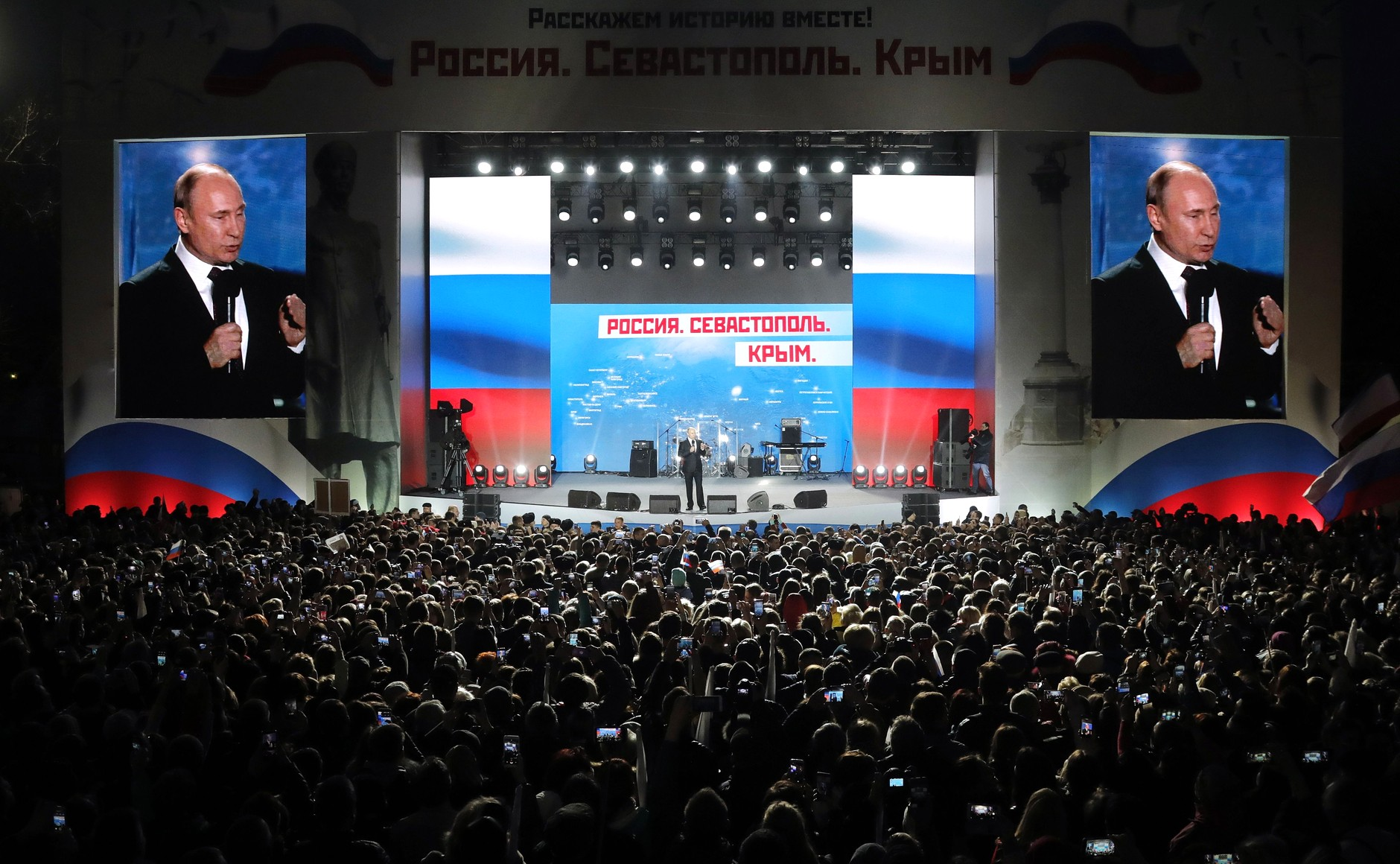
Władimir Putin na wiecu w Sewastopolu przed wyborami prezydenckimi w 2018 roku

Putinizm – ustrój społeczny, ekonomiczny i polityczny Rosji doby rządów Władimira Putina, o silnym skupieniu władzy politycznej i zarządzania finansami w rękach tzw. „siłowików”, czyli byłych i obecnych funkcjonariuszy służb mundurowych i specjalnych, głównie:
- Federalnej Służby Bezpieczeństwa Federacji Rosyjskiej,
- Sił Zbrojnych Federacji Rosyjskiej,
- Ministerstwa Spraw Wewnętrznych Federacji Rosyjskiej,
- Federalnej Służby Wojsk Gwardii Narodowej Rosji[1][2][3].

Putinizm jest tematem różnorodnych rozważań współczesnej politologii, filozofii politycznej, publicystyki politycznej. W pojęciach politologii zachodniej określany jest jako „całkowicie nowa, wielopoziomowa formacja polityczna, która łączy w sobie elementy bonapartyzmu, klasycznego faszyzmu z okresu międzywojennego (w szczególności wariantu włoskiego) i współczesnego populizmu Silvio Berlusconiego”, w pojęciach zachodniej filozofii politycznej jako „Panrosyjska odmiana ultranacjonalizmu, przesuwająca Rosjan na stanowisko dominującego narodu aryjskiego”. Co więcej, podkreśla się, że „putinizm w XXI wieku stał się pojęciem równie znaczącym jak stalinizm w XX wieku”.
U zalążków putinizmu leżą zmiany społeczno-polityczne lat 1990., szczególnie rozpad ZSRR i wpływ Rosyjskiego Kościoła Prawosławnego na tok tych przemian, oraz wynikły z nich wewnętrzny spór o kształt państwowości rosyjskiej, jaki toczyli między sobą Prezydent Borys Jelcyn, parlament Rosji, zwolennicy silnej władzy prezydenckiej i zwolennicy silnej roli organów ustawodawczych. Ustrój przyjął postać dojrzałą począwszy od 2012 roku, gdy Dmitrij Miedwidiew kończył kadencję prezydencką, a Władimir Putin rozpoczynał trzecią kadencję prezydencką. Wówczas w Rosji rozpoczęła się szeroko zakrojona radykalizacja warunków prawnych, w tym reformy obyczajowe zgodne z tradycjonalizmem prawosławia i aparatu państwowego w duchu radzieckiego dziedzictwa społeczno-politycznego.